# Kwame Kilpatrick
Kwame Malik Kilpatrick, född 8 juni 1970 i Detroit, Michigan, är en amerikansk före detta demokratisk politiker som var borgmästare i Detroit från 2002 till 2008. När han valdes vid en ålder av 31 år, blev han den yngste borgmästaren i Detroits historia.